# Dimostrazioni del limite di una funzione
Nella pagina seguente vengono riportate tutte le dimostrazioni dei teoremi contenuti nell'articolo limite di una funzione, perciò per fare riferimento a eventuali applicazioni si prega di fare riferimento alla relativa pagina.

## Teorema di unicità
Sia:
{\displaystyle \lim _{x\to x_{0}}f(x)=l_{1}} e {\displaystyle \lim _{x\to x_{0}}f(x)=l_{2}}
allora:
{\displaystyle l_{1}=l_{2}}

### Dimostrazione
La dimostrazione del teorema procede per assurdo. Presi:
{\displaystyle \lim _{x\to x_{0}}f(x)=l_{1}} e {\displaystyle \lim _{x\to x_{0}}f(x)=l_{2}}
con {\displaystyle l_{1}\neq l_{2}}, allora esistono due intorni {\displaystyle V_{1}} di {\displaystyle l_{1}} e {\displaystyle V_{2}} di {\displaystyle l_{2}} tali che siano disgiunti ({\displaystyle V_{1}\cap V_{2}=\emptyset }). Per definizione devono esistere due intorni {\displaystyle U_{1}} e {\displaystyle U_{2}} di {\displaystyle x_{0}} per cui vale:
- {\displaystyle f(x)\in V_{1}} se {\displaystyle x\in U_{1}}
- {\displaystyle f(x)\in V_{2}} se {\displaystyle x\in U_{2}}

Dunque prendendo l'intorno di {\displaystyle x_{0}} costruito come {\displaystyle U_{1}\cap U_{2}}, dovrebbe succedere, contemporaneamente, che {\displaystyle f(x)\in V_{1}} e {\displaystyle f(x)\in V_{2}}, il che è assurdo. Da tali procedimenti si è arrivati a dire che, nonostante siano stati presi due intorni disgiunti dei limiti, l'intersezione tra gli intorni non è vuota, cioè praticamente non esistono intorni disgiunti dei limiti. Questo però, per la proprietà di separazione (o di Hausdorff), deve sempre accadere se i limiti sono distinti, in conclusione allora i limiti devono per forza essere uguali.

## Teorema della permanenza del segno
Se il limite della funzione risulta positivo allora anche la funzione è positiva.
Sia {\displaystyle f} una funzione continua nel suo dominio, {\displaystyle f:X\subseteq \mathbb {R} \to \mathbb {R} } e {\displaystyle x_{0},l\in \mathbb {R} ^{*}} con {\displaystyle x_{0}} di accumulazione per {\displaystyle X}, allora:
{\displaystyle \lim _{x\to x_{0}}f(x)=l>0\,(<0)\to f(x)>0\,(<0){\mbox{ per }}x\to x_{0}}
Infatti, si ponga {\displaystyle l\in \mathbb {R} ,\,l>0}. Preso l'intorno {\displaystyle V=(l-\varepsilon ;l+\varepsilon )} con {\displaystyle 0<\varepsilon <l}. Allora, per definizione di limite, esiste un intorno {\displaystyle U} di {\displaystyle x_{0}}, per il quale:
{\displaystyle f(x)\in V\qquad \forall x\in U\cap X\backslash \left\{x_{0}\right\}}
cioè:
{\displaystyle l+\varepsilon >f(x)>l-\varepsilon >0}
È possibile eseguire la stessa dimostrazione per {\displaystyle +\infty } e {\displaystyle -\infty }.

## Criterio di regolarità per confronto
Siano {\displaystyle f,g,h:X\subseteq \mathbb {R} \to \mathbb {R} }, {\displaystyle f,g,h\in C^{0}(X;\mathbb {R} )}, e {\displaystyle x_{0}} un punto di accumulazione per {\displaystyle X}. Se:
{\displaystyle \lim _{x\to x_{0}}f(x)=\lim _{x\to x_{0}}h(x)=l}
e se esiste un intorno {\displaystyle U} di {\displaystyle x_{0}} tale che risulti:
{\displaystyle f(x)\leq g(x)\leq h(x)\qquad \forall x\in U\cap X\backslash \left\{x_{0}\right\}}
allora:
{\displaystyle \lim _{x\to x_{0}}g(x)=l}

### Dimostrazione
Sia {\displaystyle l\in \mathbb {R} }. Preso un intorno {\displaystyle V} di {\displaystyle l}, {\displaystyle (l-\varepsilon ,l+\varepsilon )} esistono intorni {\displaystyle U_{1}} e {\displaystyle U_{2}} di {\displaystyle x_{0}}.
Per definizione si ha:
{\displaystyle x\neq x_{0}\in U_{1}\to f(x)\in V\qquad x\neq x_{0}\in U_{2}\to h(x)\in V}
Allora, preso l'intorno {\displaystyle U=U_{1}\cap U_{2}} di {\displaystyle x_{0}}, succede, per ipotesi, che:
{\displaystyle l-\varepsilon \leq f(x)\leq g(x)\leq h(x)\leq l+\varepsilon }
cioè:
{\displaystyle x\in U\backslash \left\{x_{0}\right\}\to g(x)\in V}
Del tutto analoga la dimostrazione per i casi {\displaystyle l=\pm \infty }, ma in questi due casi, basterà sono una funzione che maggiori (o minori) la funzione che si sta studiando.

## Operazioni con i limiti
Sia {\displaystyle f:X_{f}\subseteq \mathbb {R} \to \mathbb {R} ,\,g:X_{g}\subseteq \mathbb {R} \to \mathbb {R} ,\,X_{f}\cap X_{g}\neq \varnothing } e {\displaystyle x_{0}} un punto di accumulazione per {\displaystyle X_{f},\,X_{g}}.
Se esistono
{\displaystyle \lim _{x\to x_{0}}f(x)=l_{1}\qquad \lim _{x\to x_{0}}g(x)=l_{2}}
allora:
- {\displaystyle \lim _{x\to x_{0}}(c\cdot f(x))=c\cdot l_{1}\qquad c\in \mathbb {R} }
- {\displaystyle \lim _{x\to x_{0}}(f(x)\pm g(x))=l_{1}\pm l_{2}}
- {\displaystyle \lim _{x\to x_{0}}(f(x)\cdot g(x))=l_{1}\cdot l_{2}}
- {\displaystyle \lim _{x\to x_{0}}{1 \over f(x)}={1 \over l_{1}}\qquad l_{1}\neq 0}
- {\displaystyle \lim _{x\to x_{0}}{f(x) \over g(x)}={l_{1} \over l_{2}}\qquad l_{2}\neq 0}